# Acta Eruditorum

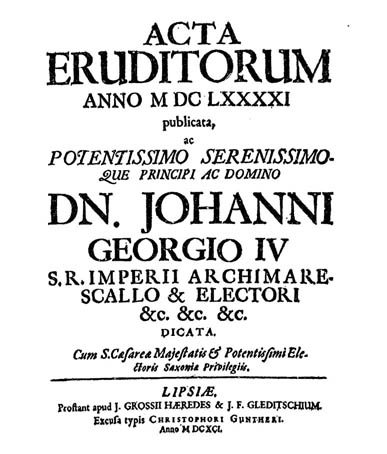
Titelblad van de Acta Eruditorum

Het tijdschrift Acta Eruditorum (Latijn: Berichten, werken van geleerden) werd in 1682 in Leipzig opgericht door de filosoof Otto Mencke (1644-1707) in samenwerking met Leibniz en verscheen tot 1782. Het geldt als het eerste wetenschappelijke tijdschrift in de Duitstalige landen. De maandelijkse afleveringen van de Acta bevatten in het Latijn gestelde bijdragen uit verschillende wetenschappelijke richtingen. Aan het periodiek werkten bekende geleerden mee als Newton en Huygens.

## Geschiedenis van deActa
In 1680 brachten Otto Mencke en professor Pfautz uit Leipzig, een bezoek aan Nederland en Engeland om na te gaan of er een correspondentiedienst op touw kon worden gezet met het oog op de oprichting van een nieuw wetenschappelijk tijdschrift. Frankrijk en Italië waren reeds voorgegaan met het uitgeven van geleerde tijdschriften (met name, het Journal des savants sinds 1665 en de Giornale de'letterati sinds 1668).
De Acta bevatte samenvattingen van nieuwe geschriften, recensies, overzichten, korte essays en notities voornamelijk op het gebied van de wetenschap en de wiskunde, maar ook op het gebied van de theologie en de filosofie.
De kwaliteit van het nieuwe tijdschrift werd verzekerd door de medewerking van bekende geleerden uit die tijd.
Na de dood van Otto Mencke werd de Acta geleid door zijn zoon, Johann Burckhardt Mencke tot aan zijn overlijden in 1732. Nadien veranderde het tijdschrift van naam in Nova Acta Eruditorum.
De onrust van de Zevenjarige Oorlog en de onachtzaamheid door de toenmalige hoofdredacteur, professor Karol Andrej Bel (1717-1782), veroorzaakten ernstige vertragingen in de maandelijkse publicaties van de boekdelen, zelfs zodanig dat de uitgave van het laatste deel van het jaar 1776 pas in 1782 verscheen.

## Bekende geleerden die in deActapubliceerden
Een van de wiskundige bijdragen in de Acta (1684) is die van Leibniz met de Nova Methodus pro Maximis et Minimis, Itemque Tangentibus, qua nec Fractas nec Irrationalales Quantitates Moratur, et Singular pro illi Calculi Genus waarin Leibniz rapporteert over zijn onderzoekingen op het gebied van de nieuwe infinitesimaalrekening, een werk, dat rijkelijk geïllustreerd werd met vele voorbeelden. Leibniz gebruikte hierin voor het eerst de Latijnse benamingen aequationes differentiales en calculus differentialis. Voordien had hij altijd de uitdrukking methodus tangentium directa gebruikt.
In 1686 verscheen een vervolg waarin hij de kracht aantoonde van de nieuwe wiskundige methode om transcendente krommen te analyseren.
Al in een artikel uit 1690 in de Acta stelde Denis Papin een stoomboot voor die uitgerust was met vier cilinders die roterende wielen aandreven.
De bijdrage van Leibniz over de kettinglijn, die op aandringen van Jakob Bernoulli werd geschreven, verscheen in de Acta in juni 1691.
Een van de medisch georiënteerde artikelen is het proefschrift van Johan Bernoulli dat verscheen in 1694. Het juninummer van 1696 bevatte het door hem gestelde brachistochroonprobleem, dat hij in januari 1697 nog een keer op een apart gedrukt blad vanuit Groningen verspreidde. Johan vestigde met dit probleem en met de oplossing ervan definitief zijn naam als wiskundige. Naast de oorspronkelijke oplossing van Johan Bernoulli werden in kort tijdsbestek oplossingen geleverd door Leibniz, Jakob Bernoulli, Ehrenfried Walther von Tschirnhaus, Newton en Guillaume de l'Hôpital.
Verder werd door Bernoulli in Groningen gewerkt aan de toepassing van de calculus op exponentiële functies: een reactie op het werk van de Nederlandse geleerde Bernard Nieuwentijt (West Graftdijk, 1654-Purmerend, 1708) werd in 1697 in de Acta gepubliceerd. Johan was nogal kritisch ten aanzien van het werk van Nieuwentijt (Mencke aan Leibniz: "Undt in Warheit ist des Hn. Prof. Bernoulli critique etwas scharf.")
In de augustusaflevering (1693) van dit internationale geleerdentijdschrift maakte Leibniz het overlijden bekend van Huygens: "Dum haec scribo, triste nuntium mortis Viri incomparabilis, Christiani Hugenii accipio ..." – “Terwijl ik dit schrijf, ontvang ik het treurige bericht van de dood van de onvergelijkbare Christiaan Huygens. De zeer verheven wetenschappen die de menselijke geest toegang verschaffen tot de geheimen der natuur konden geen groter verlies ervaren. Alleen in chronologisch opzicht rangschik ik Huygens achter Galileo en Descartes. Terwijl hij al geweldige zaken heeft gepubliceerd, werden er niet minder prachtige werken van hem verwacht. En ik hoop dat er in zijn papieren nog een schat ontdekt gaat worden, die ons in elk geval zou troosten. Te meer moet zijn broer Constantijn, een beroemd man vanwege zijn verdiensten voor de Republiek, verzocht worden dat hij door het bespoedigen van de editie van Huygens' werken zich zowel om het algemene nut bekommert alsook om de roem van zijn broer, ja om zijn eigen roem”.
De Acta bevatte het werk van vele andere bekende wetenschappers, zoals:
- Isaac Newton
- Jakob Bernoulli
- Pierre-Simon Laplace
- Jérôme Lalande
- Ehrenfried Walther von Tschirnhaus
- Humphry Ditton
- Giovanni Domenico Cassini
- John Flamsteed
- Jacob Hermann
- Christiaan Huygens

en bekende humanisten en filosofen, zoals:
- Veit Ludwig von Seckendorff
- Stefan Bergler
- Christian Thomasius
- Christian Wolff
- Christian Wagner

## Volledige collectie
De volledige collectie van de Acta met de supplementen en de inhoudstafels bevat 117 delen. De belangrijkste bijdragen werden heruitgegeven onder de titel Opuscula omnia actis eruditorum Lipsiensibus inserta (Venetië, 1740) en gedeeltelijk in het Frans vertaald onder de titel: Ouvrages des savants publiés à Leipzig en 1682 (Den Haag, 1685).
De volledige collectie is te vinden in:
Nederland
- Amsterdam - Koninklijke Nederlandse Akademie van Wetenschappen
- Amsterdam - Universiteit van Amsterdam
- Deventer - Athenaeumbibliotheek
- Groningen - Rijksuniversiteit Groningen
- Haarlem - Stadsbibliotheek
- Haarlem - Teylers Stichting
- Den Haag - Koninklijke Bibliotheek
- Leeuwarden - Provinciale Bibliotheek van Friesland
- Leiden - Universiteitsbibliotheek
- Nijmegen - Katholieke Universiteit Nijmegen
- Utrecht - Rijksuniversiteit Utrecht

België
- Antwerpen - Stadsbibliotheek
- Brussel - Bibliothèque des Bollandistes
- Brussel - Bibliothèque Royale Albert I
- Brussel - Vrije Universiteit Brussel
- Gent - Rijksuniversiteit Gent
- Leuven - Faculteit der Godgeleerdheid K.U. Leuven
- Leuven - Katholieke Universiteit Leuven
- Louvain-la-Neuve - Centre Générale de Documentation